# شاک
شاک (به لاتین: Šack) یک منطقهٔ مسکونی در بلاروس است. شاک ۶۶۷ نفر جمعیت دارد.